# Мартынюк, Анатолий Андреевич
Мартынюк Анатолий Андреевич (6 марта 1941, с. Ганжаловка Черкасской области) — советский учёный в области механики и прикладной математики, академик Национальной академии наук Украины (2009), лауреат Государственной премии Украины в области науки и техники (2010).

## Биография
Родился в 1941 г. в с. Ганжаловка в Черкасской области в семье железнодорожника. Получил высшее образование на физико-математическом факультете Черкасского государственного педагогического института. После этого год работал учителем физики и математики в средней школе на Полесье. В 1964 г. поступил в аспирантуру Института механики АН УССР.
Большое влияние на формирование будущего ученого-механика оказал его научный руководитель профессор А. Н. Голубенцев. В 1967 г. Анатолий Андреевич защитил кандидатскую, а в 1973 г. — докторскую диссертации. После этого был сотрудником Института математики, Научно-организационного отдела Президиума АН УССР, Отделение математики, механики и кибернетики АН УССР. В 1978 г. А. А. Мартынюк организовал в Институте механики АН УССР отдел устойчивости процессов, который возглавляет и сейчас. В 1988 г. учёный был избран членом-корреспондентом, а в 2009 г. — академиком НАН Украины.

## Научная деятельность
В течение 1978—2000 гг. учёный разработал новые варианты неклассических теорий устойчивости движения систем с конечным числом степеней свободы и последействием (теория технической и практической устойчивости движения). При этом конструктивного развития приобрели прямой метод Ляпунова, способы построения приближенных решений нелинейных систем. В 1981 г. за цикл работ по нелинейной механике Анатолия Андреевича награждён премией им. М. М. Крылова АН УССР. Для анализа устойчивости движения крупномасштабных систем с конечным числом степеней свободы и структурными возмущениями учёный разработал новые эффективные алгоритмы на основе векторных функций Ляпунова. Общую теорию устойчивости крупномасштабных систем со структурными возмущениями обработано для систем обыкновенных дифференциальных уравнений, дискретных систем, систем с импульсными возмущениями, сингулярных по Тихонову систем.
Классические результаты Н. М. Боголюбова об усреднении на конечном и неограниченном интервале времени, некоторые обобщения принципа сравнения Камке-Важевского дали А. А. Мартынюку возможность создать новые способы анализа устойчивости решений систем уравнений, содержащих малый параметр. Он открыл двуиндексную систему функций как среда, пригодное для построения функций Ляпунова, благодаря чему удалось разработать существенное обобщение прямого метода Ляпунова для исследования устойчивости движения на основе матрично-значной функции.
Достижения Анатолия Андреевича применяют в области динамики колесных транспортных машин, для анализа устойчивости крупномасштабных энергосистем, оценивания амплитуд продольных колебаний корпусов ракет, во время синтеза систем автоматического управления, исследований моделей репликаторной динамики.
Под руководством ученого защищено 3 докторские и 23 кандидатские диссертации. Он — автор и соавтор 400 статей, 25 монографий.
Наряду с интенсивной научной деятельностью А. А. Мартынюк проводит значительную научно-организационную работу, много внимания уделяет издательским делам. В частности, по его инициативе в 1982 г. подготовлено к печати «Лекции по теоретической механике» В. М. Ляпунова. Анатолий Андреевич относится к редколлегий нескольких журналов: «Прикладная механика», «Нелинейные колебания», «Электромеханическое моделирование», «Journal of Applied Mathematics and Stochastic Analysis» (США), «Differential Equations and Dynamical Systems» (Индия). От 1999 года А. А. Мартынюк пребывает на посту заместителя председателя Национального комитета Украины по теоретической и прикладной механике.